# Saúl Ñíguez
Saúl Ñíguez Esclápez (Elche, Alicante, 21 de noviembre de 1994), simplemente conocido como Saúl, es un futbolista español que juega como centrocampista en el C. R. Flamengo del Campeonato Brasileño de Serie A.
Como internacional español, ha pasado por todas las categorías inferiores de la selección nacional, proclamándose campeón de Europa sub-19 en 2012 y subcampeón sub-21 en 2017. Debutó con la selección absoluta de la mano de Julen Lopetegui, el 1 de septiembre de 2016.
También es el copropietario y cofundador junto a su hermano, el también futbolista Aarón Ñíguez, del club de fútbol base ilicitano Club Costa City.

## Trayectoria

### Inicios
Proveniente de una familia llena futbolistas, pues su padre, José Antonio Ñíguez, y sus otros dos hermanos mayores, Aarón Ñíguez y Jonathan Ñíguez, también han sido profesionales. Apenas a los 11 años de edad se incorporaría a la cantera del Real Madrid, en la que permanecería durante 2 años y sufriría bullying, hasta pasar a la del Atlético de Madrid a los 13 años.

### Debut en el Atlético de Madrid
Tras estar varios años con los juveniles, Saúl debutó con el primer equipo atlético en la temporada 2011-2012 en el partido de ida de los dieciseisavos de final de la Europa League frente al club turco Beşiktaş JK, disputado en el Estadio Vicente Calderón el día 8 de marzo de 2012, con una victoria rojiblanca por 3-1. Precisamente esa Europa League sería el primer título que logró con el Atlético.
Para la siguiente temporada 2012-13, Saúl alternó los entrenamientos con el primer equipo y el filial colchonero. Debutó en la Copa del Rey frente al Real Jaén, torneo que acabaría siendo su segundo título como colchonero. Disputó siete partidos en Europa League y, asimismo, hizo su debut en Primera División el 21 de abril de 2013 ante el Sevilla Fútbol Club tras sustituir a Koke en la victoria a domicilio por 0 a 1.

### Cesión al Rayo Vallecano
En la temporada 2013-2014 y tras realizar gran parte de la pretemporada con el club rojiblanco, se acordó su cesión al Rayo Vallecano hasta el final de la temporada dentro de la operación de traspaso de Leo Baptistao al Atlético. Su debut con el club franjirrojo se produjo el 19 de agosto de 2013 en la victoria del Rayo por 3 goles a 0, precisamente ante el equipo de su ciudad natal, el Elche Club de Fútbol, correspondiente a la primera jornada del Campeonato de Liga. Meses después, el 24 de noviembre anotaría su primer gol en Primera División ante el RCD Espanyol. Saúl fue una de las piezas claves en la consecución de la permanencia, en una temporada en la que con Paco Jémez como entrenador, jugó en las posiciones de defensa central y mediocentro.

### Regreso al Atlético

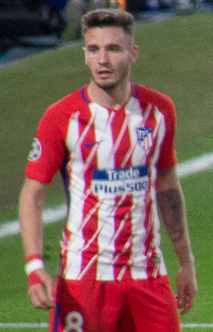
Saúl jugando con el Atlético de Madrid en 2017.

Tras jugar cedido en el Rayo Vallecano, sus buenas actuaciones propiciaron el regreso de vuelta al Atlético de Madrid para la temporada 2014-2015 y la renovación de su contrato 5 años después hasta 2019. Comenzó como titular en el partido de ida de la Supercopa de España frente al Real Madrid en el Bernabéu. El partido terminó con un empate a uno y en el partido de vuelta, en el que Saúl participó como suplente, el Atlético ganó uno a cero proclamándose así campeón de la Supercopa. El 16 de septiembre debutó en Liga de Campeones en la primera jornada de la competición. Entró al campo en el minuto 75 en sustitución de Mario Suárez, en la derrota por tres a dos ante el Olympiacos en el Estadio Georgios Karaiskakis. El 27 de septiembre, anotó su primer gol con la camiseta rojiblanca en la sexta jornada del Campeonato de Liga frente al Sevilla F. C., un partido que terminó con victoria colchonera de cuatro a cero. Su primer gol en un derbi llegaría el 7 de febrero de 2015, un gol de chilena, en un partido en el que el Atlético ganó por cuatro a cero en el Calderón. En su primera temporada completa en el equipo de Simeone fue un jugador importante en la rotación, por lo que acabó renovando su contrato hasta 2020.
En la temporada 2015-16 se consolidó en el equipo titular, saliendo de inicio en 40 de los 48 partidos que disputó, además de marcar nueve goles. El 27 de abril vivió su mejor momento con el gol que anotó ante el Bayern Múnich en el partido de ida de semifinales de la Liga de Campeones tras una brillante acción individual, que ayudó al equipo madrileño a alcanzar la final. El 28 de mayo de 2016 fue titular en la final de la Liga de Campeones que acabó en derrota en la tanda de penaltis ante el Real Madrid, no obstante, Saúl anotó su lanzamiento.
En la campaña 2016-17 mantuvo su estatus de titular y volvió a repetir cifra goleadora, con nueve tantos. En la ida de octavos de final de la Liga de Campeones inauguró el marcador ante el Bayer Leverkusen con un gran gol desde una esquina del área. En la vuelta de cuartos de final marcó de cabeza ante el Leicester en el King Power Stadium y ayudó al equipo a superar la eliminatoria por 2-1. El 10 de mayo marcó de cabeza en la victoria por 2-1 ante el Real Madrid en la vuelta de semifinales de la Liga de Campeones, si bien, el equipo cayó eliminado por un global de 4-2. El 1 de julio de 2017 se anunció su renovación hasta el año 2026, aumentando su cláusula de rescisión hasta los 150 millones de euros.
En su cuarta temporada, conquistó la Liga Europa tras superar al Olympique Marsella en la final por 3-0. A diferencia de 2012, Saúl fue titular en la final y durante casi todo el torneo, además de lograr tres goles en la segunda competición continental. Por otro lado, alcanzó los 200 partidos oficiales con el club rojiblanco en el partido ante el Arsenal disputado el 3 de mayo en el Wanda Metropolitano. Inició la siguiente temporada logrando la Supercopa de Europa ante el Real Madrid por 2-4, anotando el 2-3 en el minuto 98 de la prórroga con un disparo de volea. En la ida de los octavos de final de la Liga de Campeones de la UEFA 2019-20 ante el Liverpool, anotó el 1-0 al poco de comenzar el partido.

#### Problemas con Simeone por su posición
Tras ser titular y capitán en el partido de Copa del Rey ante la U. E. Cornellà, reconoció que el equipo estaba "en un buen momento", pero él no, por lo que debía "mejorar y estar bien, sobre todo mentalmente".

Al término de esa temporada, Simeone declaró en una entrevista: 
La temporada pasada [Saúl] habló con el club, con nosotros de sus necesidades y lo que habló sobre la opción de tener un sitio en el campo donde se siente más importante. Y yo considero que Saúl llegó a ser Saúl por jugar en todos los sitios. Él o muchos de lo que lo rodean lo ven como algo negativo. Es muy importante para el Atlético porque puede jugar de carrilero, de banda derecha, medio centro, como doble medio... Nos da un montón de situaciones de poder contar con él. Sin hacer una temporada a su mejor nivel, contamos con él. Es un jugador que en esa versión y jugando en lo que necesita el entrenador rinde muy bien.
 No obstante, recalcó en otra entrevista que la titularidad de Saúl en la recta final del campeonato se debió a la baja de Lemar. 
Ustedes saben mejor que nadie lo que ha pedido y buscado Saúl, le conocemos hace ocho años. Ha compartido muchísimo tiempo. Lo que le potenció para ser lo que fue es jugar en distintos lugares posiblemente eso mismo, cuando su nivel bajó, se utilizó para decir que le había perjudicado y que era su problema. Pero no es así, eso no le perjudicó. Son momentos. Después de tantos tiempo los jugadores necesitan aire y después de tantos años la temporada pasada le costó más (aunque compitió y jugó muchos partidos). Está claro que en la competencia con Lemar, si hubiera estado bien al final, habría jugado Lemar.

### Cesión al Chelsea F. C.

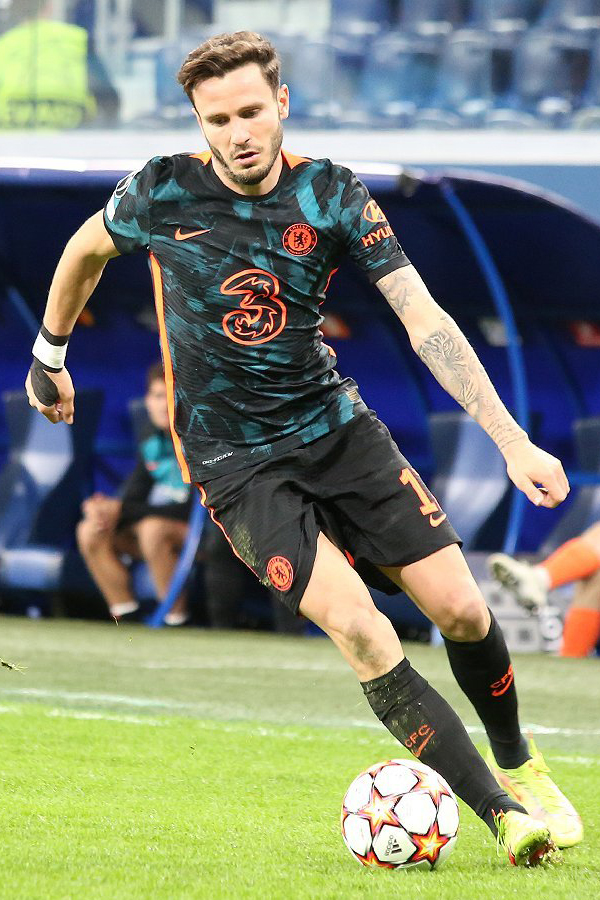
Saúl con el Chelsea F. C. en 2021.

El 1 de septiembre de 2021, minutos después del cierre del periodo de traspasos, el Chelsea F. C. anunció su llegada como cedido con una opción de compra incluida. Jugó 23 partidos, anotando un gol en la FA Cup contra el Luton Town F. C., y el 8 de junio el conjunto londinense comunicó que iba a volver al Atlético de Madrid.

### Segunda vuelta al Atlético de Madrid
Anotó su primer gol tras su vuelta en El Sadar el 29 de enero de 2023, para dar la victoria a su equipo por 0-1.
Después de la clasificación del Atlético de Madrid a los cuartos de final de la Liga de Campeones 2023-24 ante el Inter de Milán por penaltis y tras fallar su lanzamiento en la tanda, afirmó estar en "un momento de mierda para mí a nivel deportivo" y ser "consciente" de ello. Pocos días después anotó su segundo tanto de la temporada, el primero en Liga, ante el Villarreal para dar la victoria al equipo rojiblanco-

### Cesión al Sevilla F. C.
En julio de 2024 volvió a ser cedido un año, esta vez al Sevilla F. C. Durante su etapa en el conjunto hispalense, fue capitán del equipo en varios partidos y marcó un gol y dio seis asistencias en los 26 encuentros que disputó.

### Experiencia en Brasil
El 23 de julio de 2025 puso fin a su etapa en el Atlético de Madrid tras llegar a un acuerdo para rescindir su contrato. En ese momento, con 427, era el noveno jugador con más partidos jugados en la historia del club. Unas horas después se anunció su fichaje hasta diciembre de 2028 por C. R. Flamengo, donde iba a ser dirigido por su antiguo compañero Filipe Luís. Debutó el 31 de julio en la derrota por 1-0 ante el Atlético Mineiro en la ida de los octavos de final de la Copa de Brasil.

## Selección nacional

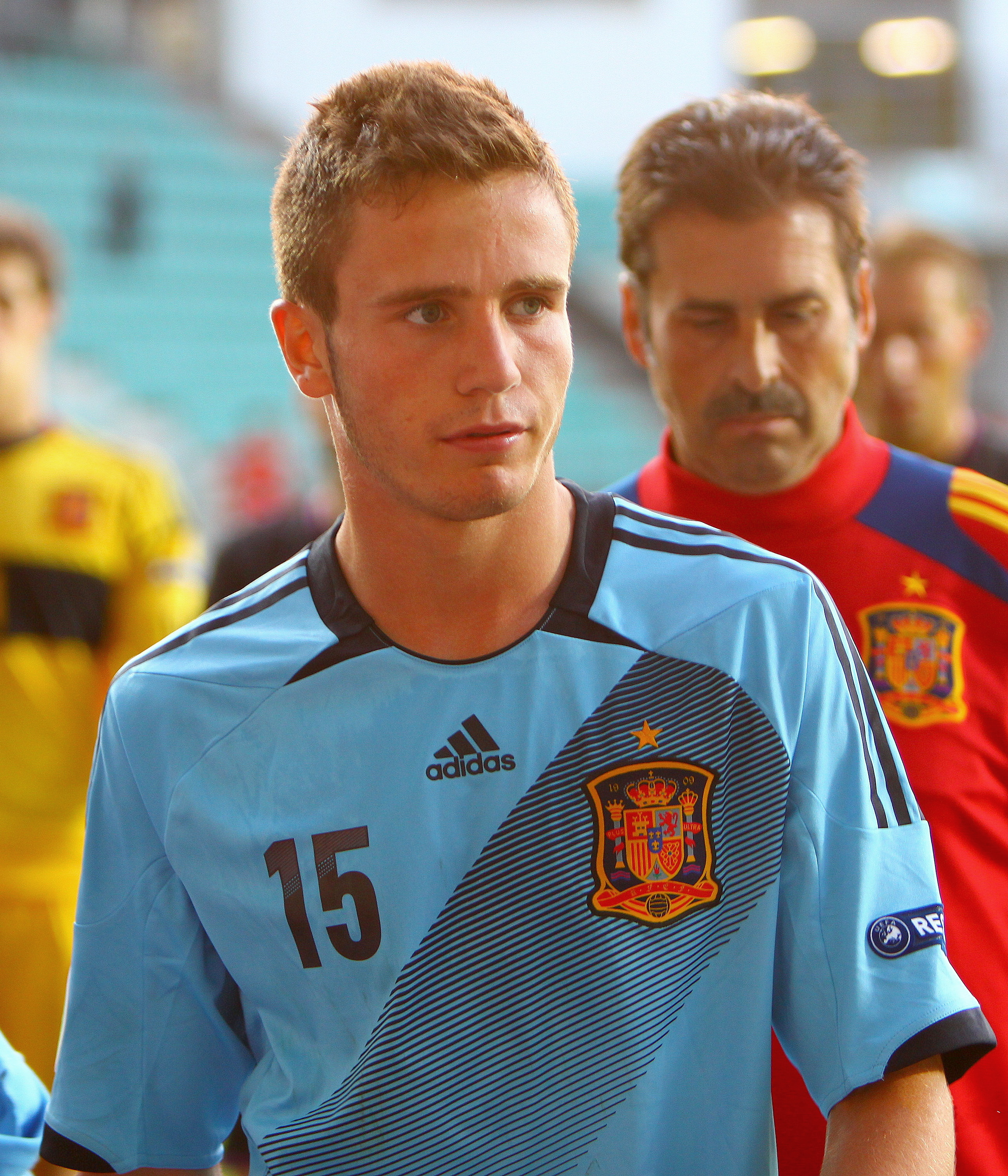
Saúl jugando en el derbi ibérico sub-19 de la selección de fútbol sub-19 de España contra Portugal, 2012.

### Categorías inferiores
Internacional en todas las categorías inferiores de la selección española, con las que ha disputado un total de 60 partidos y marcado 12 goles, logró su primer título con la selección sub-19 en el Europeo de 2012. El siguiente año, disputó con la selección sub-20 el Mundial 2013 de Turquía, cayendo en cuartos ante Uruguay, a la postre subcampeona, en un partido que concluyó 0–1 al final de la prórroga. Con la selección sub-21, disputó el Europeo 2017, campeonato del que fue máximo goleador con cinco tantos y en cuya semifinal ante Italia (3-1), anotó los tres goles de la victoria que clasificaron a España a la final.

### Selección absoluta
El 26 de mayo de 2015, fue convocado por el seleccionador Vicente del Bosque para los entrenamientos previos a los partidos de la selección absoluta ante Costa Rica y Bielorrusia. El 26 de agosto de 2016, volvió a ser convocado con la selección absoluta, por el nuevo seleccionador Julen Lopetegui, haciendo su debut el 1 de septiembre en el Estadio De Heysel de Bruselas ante Bélgica, con victoria (0-2). Fue convocado para disputar el Mundial de Rusia de 2018, aunque no llegó a participar en ningún encuentro.
El 8 de septiembre logró su primer gol con la selección en la Liga de Naciones y el primero de la etapa de Luis Enrique como seleccionador, en la victoria por 1 a 2 ante Inglaterra en Wembley. El 11 de septiembre abrió el marcador en el Estadio Martínez Valero de Elche, con un remate de cabeza, en una contundente victoria por 6 a 0 ante Croacia.

### Participaciones en Copas del Mundo
| Mundial           | Sede  | Resultado        | Partidos | Goles |
| ----------------- | ----- | ---------------- | -------- | ----- |
| Copa Mundial 2018 | Rusia | Octavos de final | 0        | 0     |

#### Goles internacionales
| N.º | Fecha                    | Estadio                                       | Rival      | Gol | Resultado | Competición                         |
| --- | ------------------------ | --------------------------------------------- | ---------- | --- | --------- | ----------------------------------- |
| 1.  | 8 de septiembre de 2018  | Estadio de Wembley, Londres, Inglaterra       | Inglaterra | 1-1 | 1-2       | Liga de Naciones de la UEFA 2018-19 |
| 2.  | 11 de septiembre de 2018 | Estadio Manuel Martínez Valero, Elche, España | Croacia    | 1-0 | 6-0       | Liga de Naciones de la UEFA 2018-19 |
| 3.  | 12 de octubre de 2019    | Ullevaal Stadion, Oslo, Noruega               | Noruega    | 0-1 | 1-1       | Clasificación para la Eurocopa 2020 |

## Estadísticas

### Clubes
Actualizado al último partido disputado el 17 de agosto de 2025.
| Club | Div.          | Temporada     | Liga  | Liga  | Copas nacionales(1) | Copas nacionales(1) | Copas internacionales(2) | Copas internacionales(2) | Total | Total | Media goleadora |
| Club | Div.          | Temporada     | Part. | Goles | Part.               | Goles               | Part.                    | Goles                    | Part. | Goles | Media goleadora |
| --- | ------------- | ------------- | ----- | ----- | ------------------- | ------------------- | ------------------------ | ------------------------ | ----- | ----- | --------------- |
| Atlético de Madrid "B" · España | 2.ª B         | 2010-11       | 22    | 1     | -                   | -                   | -                        | -                        | 22    | 1     | 0.05            |
| Atlético de Madrid "B" · España | 2.ª B         | 2011-12       | 22    | 1     | -                   | -                   | -                        | -                        | 22    | 1     | 0.05            |
| Atlético de Madrid "B" · España | 2.ª B         | 2012-13       | 26    | 6     | -                   | -                   | -                        | -                        | 26    | 6     | 0.23            |
| Atlético de Madrid "B" · España | Total club    | Total club    | 70    | 8     | -                   | -                   | -                        | -                        | 70    | 8     | 0.11            |
| Atlético de Madrid · España | 1.ª           | 2011-12       | 0     | 0     | 0                   | 0                   | 1                        | 0                        | 1     | 0     | 0               |
| Atlético de Madrid · España | 1.ª           | 2012-13       | 2     | 0     | 2                   | 0                   | 7                        | 0                        | 11    | 0     | 0               |
| Rayo Vallecano · España | 1.ª           | 2013-14       | 34    | 2     | 3                   | 0                   | -                        | -                        | 37    | 2     | 0.05            |
| Rayo Vallecano · España | Total club    | Total club    | 34    | 2     | 3                   | 0                   | -                        | -                        | 37    | 2     | 0.05            |
| Atlético de Madrid · España | 1.ª           | 2014-15       | 24    | 4     | 6                   | 0                   | 5                        | 0                        | 35    | 4     | 0.11            |
| Atlético de Madrid · España | 1.ª           | 2015-16       | 31    | 4     | 4                   | 2                   | 13                       | 3                        | 48    | 9     | 0.19            |
| Atlético de Madrid · España | 1.ª           | 2016-17       | 33    | 4     | 8                   | 1                   | 12                       | 4                        | 53    | 9     | 0.17            |
| Atlético de Madrid · España | 1.ª           | 2017-18       | 36    | 2     | 5                   | 0                   | 15                       | 4                        | 56    | 6     | 0.11            |
| Atlético de Madrid · España | 1.ª           | 2018-19       | 33    | 4     | 3                   | 0                   | 9                        | 2                        | 45    | 6     | 0.13            |
| Atlético de Madrid · España | 1.ª           | 2019-20       | 35    | 6     | 3                   | 0                   | 9                        | 1                        | 47    | 7     | 0.15            |
| Atlético de Madrid · España | 1.ª           | 2020-21       | 33    | 2     | 2                   | 0                   | 6                        | 0                        | 41    | 2     | 0.05            |
| Atlético de Madrid · España | 1.ª           | 2021-22       | 3     | 0     | ―                   | ―                   | ―                        | ―                        | 3     | 0     | 0               |
| Chelsea F. C. Inglaterra | 1.ª           | 2021-22       | 10    | 0     | 7                   | 1                   | 6                        | 0                        | 23    | 1     | 0.04            |
| Chelsea F. C. Inglaterra | Total club    | Total club    | 10    | 0     | 7                   | 1                   | 6                        | 0                        | 23    | 1     | 0.04            |
| Atlético de Madrid · España | 1.ª           | 2022-23       | 31    | 3     | 2                   | 0                   | 5                        | 0                        | 38    | 3     | 0.08            |
| Atlético de Madrid · España | 1.ª           | 2023-24       | 34    | 1     | 5                   | 0                   | 10                       | 1                        | 49    | 2     | 0.04            |
| Atlético de Madrid · España | Total club    | Total club    | 295   | 30    | 40                  | 3                   | 92                       | 15                       | 427   | 48    | 0.11            |
| Sevilla F. C. · España | 1.ª           | 2024-25       | 24    | 1     | 2                   | 0                   | ―                        | ―                        | 26    | 1     | 0.04            |
| Sevilla F. C. · España | Total club    | Total club    | 24    | 1     | 2                   | 0                   | 0                        | 0                        | 26    | 1     | 0.04            |
| C. R. Flamengo · Brasil | 1.ª           | 2025          | 2     | 0     | 2                   | 0                   | 0                        | 0                        | 4     | 0     | 0               |
| C. R. Flamengo · Brasil | Total club    | Total club    | 2     | 0     | 2                   | 0                   | 0                        | 0                        | 4     | 0     | 0               |
| Total carrera | Total carrera | Total carrera | 435   | 41    | 54                  | 4                   | 98                       | 15                       | 587   | 60    | 0.1             |
| (1) Incluye datos de Copa del Rey (2012-21; 2022-25); Supercopa de España (2014 y 2019); Copa de la Liga de Inglaterra (2021-22); FA Cup (2021-22); Copa de Brasil (2025-). (2) Incluye datos de Liga Europa de la UEFA (2011-13; 2017-18); Liga de Campeones (2014-25); Copa Mundial de Clubes de la FIFA (2021). |               |               |       |       |                     |                     |                          |                          |       |       |                 |

### Tripletes
| Partidos en los que anotó tres o más goles | Partidos en los que anotó tres o más goles | Partidos en los que anotó tres o más goles | Partidos en los que anotó tres o más goles | Partidos en los que anotó tres o más goles | Partidos en los que anotó tres o más goles | Partidos en los que anotó tres o más goles | Partidos en los que anotó tres o más goles |
| #                                          | Fecha                                      | Lugar                                      | Equipo                                     | Rival                                      | Goles                                      | Resultado                                  | Competición                                |
| ------------------------------------------ | ------------------------------------------ | ------------------------------------------ | ------------------------------------------ | ------------------------------------------ | ------------------------------------------ | ------------------------------------------ | ------------------------------------------ |
| 1                                          | 27 de junio de 2017                        | Henryk Reyman, Cracovia                    | España sub-21                              | Italia sub-21                              | Gol · Gol · Gol                            | 3 - 1                                      | Eurocopa Sub-21 2017                       |

## Palmarés

### Títulos nacionales
| Título                     | Club               | País   | Año  |
| -------------------------- | ------------------ | ------ | ---- |
| Copa del Rey               | Atlético de Madrid | España | 2013 |
| Supercopa de España        | Atlético de Madrid | España | 2014 |
| Primera División de España | Atlético de Madrid | España | 2021 |

### Títulos internacionales
| Título                 | Club (*)           | Sede     | Año  |
| ---------------------- | ------------------ | -------- | ---- |
| Liga Europa de la UEFA | Atlético de Madrid | Bucarest | 2012 |
| Eurocopa Sub-19        | España sub-19      | Estonia  | 2012 |
| Liga Europa de la UEFA | Atlético de Madrid | Lyon     | 2018 |
| Supercopa de Europa    | Atlético de Madrid | Tallin   | 2018 |
| Copa Mundial de Clubes | Chelsea F. C.      | EAU      | 2021 |

(*) Incluyendo la selección.